# Tendaguru
Tendaguru je proslulá paleontologická lokalita svrchnojurského stáří (asi 150 až 145 milionů let), ležící na území dnešní Tanzanie ve východní Africe. Světové jméno získala počátkem 20. století, kdy sem byla uspořádána první německá paleontologická expedice, vedená Wernerem Janenschem (1909-1913). Tehdy šlo o součást území kolonie s názvem Německá východní Afrika. Fosilie dinosaurů, objevených na lokalitě Tendaguru, byly dobře známé domorodým obyvatelům této oblasti již dlouho před příchodem evropských vědců.

## Objevy
Z této lokality v podobě různě vysokých kopečků a jejich okolí byli popsáni velmi populární dinosauři, jako byl obří sauropod Brachiosaurus (nověji Giraffatitan) a menší Dicraeosaurus, stegosaurid Kentrosaurus nebo dravý teropod Elaphrosaurus. Kostra brachiosaura, vystavená dnes v Humboldtově muzeu v Berlíně, je dosud nejvyšší smontovanou kostrou dinosaura na světě s výškou 13,2 metru. Celkem bylo v Tendaguru objeveno asi 11 platných rodů neptačích dinosaurů. Ve vykopávkách se pokračovalo až do roku 1930, po první světové válce však již pouze britskými expedicemi. U menšího sauropodního dinosaura druhu Janenschia robusta byl určen dosud nejvyšší zjištěný věk mezi dinosaury, a to zhruba 55 let.
Kromě druhu Giraffatitan brancai byly v sedimentech tohoto souvrství objeveny také fosilie dalšího obřího brachiosaurida (patrně samostatného a dosud formálně nepopsaného rodu), který nese přezdívku "Archbishop" (Arcibiskup). Původní odhady velikosti (až o polovinu větší než berlínský exemplář) se s dalším výzkumem nepotvrdily a dnes vědci odhadují, že tento exemplář byl asi o 15 % menší než kompozitní exemplář z Berlína.

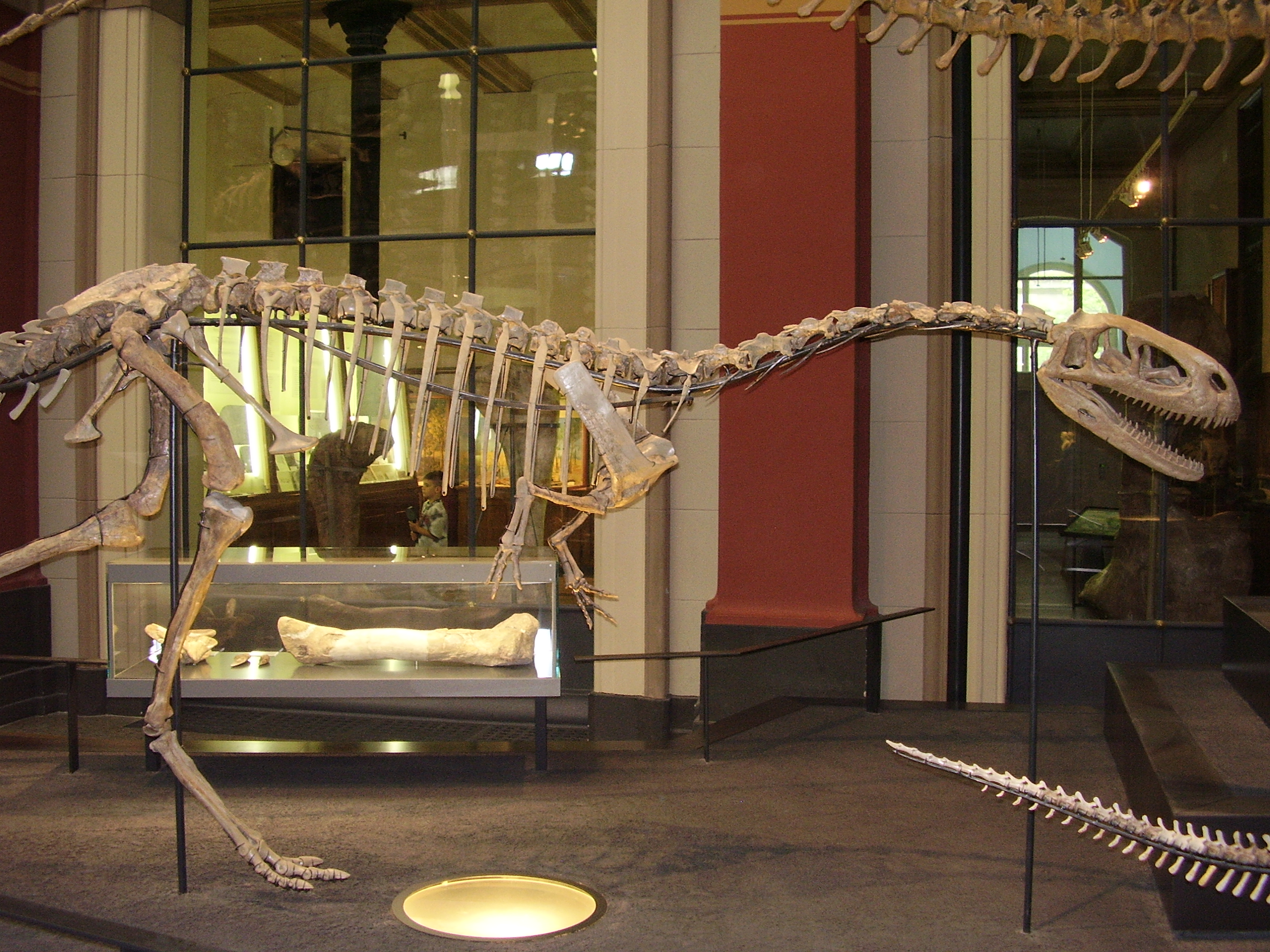
Kostra pozdně jurského afrického teropoda elafrosaura v berlínském přírodovědeckém muzeu.

## Seznam objevených rodů dinosaurů
- ?Allosaurus
- Australodocus
- Barosaurus
- Brachiosaurus (=Giraffatitan)
- ?Ceratosaurus
- Dicraeosaurus
- Dysalotosaurus
- Elaphrosaurus
- Janenschia
- Kentrosaurus
- ?Labrosaurus
- ?Megalosaurus
- Ostafrikasaurus
- Tendaguria
- Tornieria
- Veterupristisaurus
- Turiasauria indet.
- Brachiosauria indet. ("Archbishop")